# 발효 곡물 수프
발효 곡물 수프(醱酵穀物soup)는 벨라루스, 체코, 폴란드, 슬로바키아 등 동유럽 지역, 특히 서슬라브족 사람들이 사는 곳의 전통 수프이다. 발효 과정을 거친 밀, 호밀, 귀리 등 곡물을 재료로 쓰며, 신맛이 난다.
폴란드와 벨라루스에서는 발효 호밀 수프가 주르(폴란드어: żur, 벨라루스어: жур)라 불린다. 폴란드에서는 지소형 주레크(폴란드어: żurek)로도 흔히 불린다. 호밀가루 대신 밀가루를 쓴 것은 폴란드에서 "흰 바르슈치"라는 뜻의 바르슈치 비아위(폴란드어: barszcz biały)라 불린다. 밀가루나 사워도로 만든 발효 밀 수프들이 실레시아에서 사우레르 유르(실레시아어: saurer jur), 체코에서 키셀로(체코어: kyselo), 슬로바키아에서 키슬로우카(슬로바키아어: kyslovka)로 불린다.

## 같이 보기
- 보르슈
- 오크로시카
- 하판벨리